# Ciénega de Nuestra Señora de Guadalupe
Ciénega de Nuestra Señora de Guadalupe es una localidad del estado mexicano de Durango. Es parte del municipio de Santiago Papasquiaro.

## Demografía
| Censo | Población |
| ----- | --------- |
| 2000  | 1 396     |
| 2010  | 1 720     |
| 2020  | 2 555     |